# Smoking paper

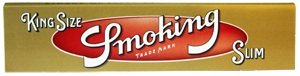
Smoking King Size, a maior que existe

Smoking paper é uma marca espanhola de papéis desenvolvidos para o preparo de cigarros de tabaco e baseados.

## História
O ano de 1725 é a referência mais antiga documentada desta empresa. Naquela época, a família Miquel, que produzia papel feito à mão em moinhos movidos pelo Rio Anoja. Quase 100 anos mais tarde, a família Miquel iniciou a especialização em papel de cigarro. Em 1879, a empresa mudou-se La Pobla de Claramunt e a partir dessa fusão, surgiu a empresa Miquel y Costas Brothers.
Em 1929, a empresa foi constituída e teve seu nome atual, Miquel y Costas & Miquel SA, fabricando somente folhetos de papel para preparar cigarros, e apareceu pela primeira vez no século 19, e sua marca internacional, Smoking, foi introduzida em 1924. Miguel Y Costas é hoje uma das maiores fabricantes de papel de cigarro do mundo. Eles fabricam papéis de diversos materiais como fibras de arroz, fibra de celulose sem corante, além de papel de fibra do próprio cânhamo. Entre suas principais marcas então Pure Hemp, Guarani, Bugler, Hempire, SMK, Mantra e os papéis da marca Bambu. A marca também produz as marcas do setor de teceirização para outras empresas.
Miquel Y Costas foi acusado na Espanha por usar matérias-primas cancerígenas para reduzir os custos de produção.